# 尾藤氏
尾藤氏（びとうし）は、日本の氏族のひとつ。中世の系図集である『尊卑分脉』をみると藤原北家秀郷流佐藤氏の支流に尾藤氏がみえる。すなわち佐藤公清の子公澄が尾藤を称す。
鎌倉幕府が開かれると御家人に列し、『吾妻鑑』には尾藤太知宣、尾藤次知景、尾藤左近将監をはじめとした尾藤氏の名が散見する。
戦国時代にあらわれる尾藤左衛門尉知宣が、藤原秀郷流の尾藤氏とどのようにつながるのかは判然としないが、流れを汲んだ家であったとみられる。

## 藤原秀郷流の尾藤氏
中世の系図集である『尊卑分脉』をみると、藤原北家秀郷流佐藤氏の支流に尾藤氏がみえる。すなわち、
佐藤公清の子公澄が尾藤を称し、鎌倉幕府が開かれると御家人に列し、『吾妻鑑』には尾藤左近将監（景綱）をはじめとした尾藤氏の名が散見する。元々の本貫地は、紀伊国北部の田仲・池田庄だったようで、歌人として有名な西行の出身氏族である同庄を拠点としていた佐藤氏と同族であった。 
戦国時代にあらわれる尾藤左衛門尉知宣が、藤原秀郷流の尾藤氏とどのようにつながるのかは判然としないが、流れを汲んだ家であったとみられる。 

## 歴史
鎌倉時代および、尾藤 景氏（びとう かげうじ）は、鎌倉時代中期の武士。北条氏得宗家被官である御内人。
『尊卑分脈』の尾藤系図などによると、景氏は3代執権北条泰時によって得宗家初代家令に任命された叔父の尾藤景綱の養子となり尾藤氏を継承したとされる。5代執権北条時頼の没する弘長3年11月22日（1263年12月24日）以前には出家していたようで浄心と号した。寛喜2年（1230年）、御行始の馬引を北条光時と共に担当したという記述を皮切りに、延応2年（1240年）の藤原頼嗣生誕50日目の祝賀や、寛元3年（1245年）の檜皮姫の入内など、弘長3年（1263年）まで7回『吾妻鏡』にその名を見せる。
寛元4年（1246年）、泰時の邸宅が新築された際、養父の景綱と同様に、敷地内の南門東脇に住居を構えており、同年6月10日（1246年7月24日）には、執権と一部の有力者のみで構成される秘密協議「深秘の御沙汰」にも参列を許されるなど、景綱や諏訪盛重らと共に、幕府の中枢で政治の舵取りを行う寄合衆に任じられていた。弘長3年（1263年）の北条時頼臨終の際、最後の看病を許された得宗被官7人の中の一人でもある。
戦国時代および、尾藤知宣（びとう　とものぶ）は、戦国時代から安土桃山時代にかけての武将、大名。豊臣秀吉の家臣。通称は甚右衛門、後に左衛門尉と称す。諱は重直、知定、知重、光房ともいう。
尾藤重吉（源内）の次男として誕生。祖父重忠は小笠原長棟・長時に仕え、武田信玄との戦いで戦死。重吉は小笠原家没落後に尾張、三河に流れてきて、奥平信昌に仕えたともいう。後に共に織田氏に仕え、重吉と長男の重房は森可成に仕えたが、元亀元年（1570年）に近江国坂本で可成と共に討ち死にした。
知宣も初め森長可に仕えるが、次いで羽柴秀吉（後の豊臣秀吉）の家人となり、天正元年（1573年）、知宣は近江国長浜で250貫を与えられて、黄母衣衆に列し、後に大母衣衆に変わったという。草創期の秀吉家中において、知宣は神子田正治・宮田光次・戸田勝隆らと並び称された古参の家臣で、その中でも最も軍事に通じていたという。知宣（甚右衛門）の名は、天正4年（1576年）の「竹生島奉加帳」にも見え、宝厳寺に200文を奉納している。天正5年（1577年）、播磨国内で5,000石に加増。
天正12年（1584年）の小牧・長久手の戦いでは小牧山攻めを提案した森長可の意見を承認し、軍監（軍目付）として共に出撃したが羽黒で徳川氏家臣の酒井忠次、榊原康政らの奇襲を受けて敗走した。なお、合戦の直前に森長可から遺言状を託されたとされてきたが、これは明らかな誤りで、長可が自分の妻である池田氏に宛てたものである。本来の宛所の位置に「尾藤甚右衛門、この由御申し候べく候」云々とあり、返し書（追而書）が本文の後にくる変則的な書式のため従来の研究者は幻惑されたといえる。同年、但馬国豊岡城主となった。
天正13年（1585年）、播磨の高砂で2,600石を加増。6月、羽柴秀長に従って四国征伐に参加し、阿波国木津城を陥落させるなど武功を挙げ、天正14年（1586年）に讃岐国宇多津5万石に封ぜられた。
天正15年（1587年）、戸次川の戦いで失態を犯し改易された仙石秀久の後継として軍監に就任。秀長の下で3,000名を率いて九州征伐に従軍した。しかし、日向国高城攻略中、宮部継潤の守る根白坂砦が島津氏の援軍に攻め込まれた際に、秀長に慎重論を訴えて援軍に赴かなかった。ところが、僅かな手勢で救援に赴いた藤堂高虎らの奮戦がきっかけとなり、根白坂の戦いは豊臣軍の完勝となった。また、この戦いに完敗し遁走する島津軍に対して、ここでも知宣は深追いは危険とし諸将を抑えて追撃を行わせず、島津氏討伐の決定的な好機を逃した。これらのことに秀吉が怒り、その咎めを受けて、7月2日、所領を没収され、追放された。
天正17年（1589年）3月、天満本願寺にいた所、聚楽第落書き事件に斯波義銀・細川昭元と共に巻き込まれ一時は捕縛された。その後、伊勢国の朝熊山に潜伏し、異説ではここで病死したとも言うが、放浪の末に後北条氏に仕えたともいう。
天正18年（1590年）7月、下総の古河で小田原を平定した秀吉の前に剃髪して現れて、寛恕を請うた。柴田勝家の旧臣佐久間安政・勝之兄弟が後北条氏に仕えていたが赦されたのを例にとって、家人であった自らの赦免を訴えたところ、却って秀吉に激怒され、捕縛されて路上において手打ちにされた。最期については諸説があり、那須で斬殺されたともいう。
また、小田原役の功で新たに讃岐半国の所領を与えられた信濃国松本の小笠原貞慶は、この時に知宣を客将として庇護していたということが後で分かって改易され、すべての領地を没収された。

## 系譜
尾藤氏系図

## その他の尾藤氏
このほか肥前国（現在の佐賀県および長崎県）、肥後国（現在の熊本県）に紀氏（紀朝臣出が多い。竹内宿禰を祖とする。源平藤橘につぐ大姓）。熊本藩にみられる。

## 尾藤姓の著名人
- 尾藤二洲
- 尾藤イサオ
- 尾藤公
- 尾藤克之